# Karangduwur (Bedono)
Karangduwur (Bedono) is een bestuurslaag in het regentschap Purworejo van de provincie Midden-Java, Indonesië. Karangduwur (Bedono) telt 1697 inwoners (volkstelling 2010).